# Porthidium
Porthidium es un género de víboras venenosas de la subfamilia Crotalinae, familia de los vipéridos. Son serpientes endémicas del continente americano, desde México, América Central, hasta el norte de Suramérica. El nombre es derivado de las palabras griegas portheo y el sufijo -idus, que significa "destruir" y "que tengan el carácter de", aparentemente una referencia al veneno. Se reconocen nueve especies.

## Descripción
Son de pequeño tamaño; La longitud de los adultos varía de 55 cm (P. dunni y P. yucatanicum) a  75 cm  (P. lansbergii y P. ophryomegas). La forma del cuerpo varía de relativamente delgado (P. ophryomegas) a relativamente grueso (P. nasutum). Todos tienen un canto rostral bien definido y una escama rostral que es más alta que ancha. La punta del hocico puede ser ligeramente elevada (P. hespere, P. lansbergii, P. ophryomegas y P. volcanicum), fuertemente elevada (P. dunni y P. yucatanicum), o sin ninguna elevación.
Tienen un patrón de color que generalmente consiste de marrón o gris con una serie de manchas oscuras paraventrales, separadas por una pálida y estrecha franja vertebral. Las manchas pueden tener una forma cuadrada, rectangular o triangular. Con algunas especies, el patrón del color es determinado por el sexo.

## Distribución geográfica
Se encuentra en México (Colima, Oaxaca y Chiapas en el lado del Pacífico, la Península de Yucatán en el lado Atlántico) hacia el sur a través de Centroamérica hasta el norte de América del Sur en las tierras bajas del Atlántico de Colombia, Ecuador en las tierras bajas del Pacífico, el norte de Venezuela en las tierras bajas del Atlántico).

## Especies
El número de especies y subespecies has sido objeto de controversia durante mucho tiempo. Campbell y Lamar reconocen sólo 9 especies:
| Especies       | autoridad                | Subespecies* | Nombres comunes | Distribución |
| -------------- | ------------------------ | ------------ | --- | --- |
| P. arcosae     | (Schätti & Kramer, 1993) | 0            | Sabanera, víboras de Manabí | Tierras bajas del Pacífico de Ecuador, provincia de Manabí. |
| P. dunni       | (Hartweg & Oliver, 1938) | 0            | Nauyaca-nariz de cerdo oaxaqueña, chatilla                                                                                      | Sur de México en tierras bajas del Pacífico de Oaxaca y oeste de Chiapas. |
| P. hespere     | (Campbell, 1976)         | 0            | Nauyaca-nariz de cerdo de Tecomán                                                                                               | Oeste de México (Colima). |
| P. lansbergii  | (Schlegel, 1841)         | 3            | Patoco, patoquilla, nariz de cerdo                                                                                              | Extremo este de América Central en las tierras bajas costeras xéricas del centro y este de Panamá. En el norte de Sudamérica en las tierras bajas del Atlántico de Colombia y el norte de Venezuela. |
| P. nasutumT    | (Bocourt, 1868)          | 0            | Nauyaca-nariz de cerdo narigona, tamagás nariz chata, pyuta, tamaga, toboba, toboba chinga, víbora pajonera, patoco, patoquilla | El sur de México pasando por Centroamérica hasta el oeste de Colombia y el noroeste de Ecuador en América del Sur. Habita en las tierras bajas del Atlántico de México (Tabasco y Chiapas) a través de Belice, Guatemala, Honduras, Nicaragua y Costa Rica del este de Panamá y el noroeste de Colombia. En las tierras bajas del Pacífico, ocurre en el sudoeste de Costa Rica, el centro y el este de Panamá, continuando hacia el noroeste de Ecuador. Se encuentra en las tierras bajas en bosques húmedos o selva tropical, desde el nivel del mar hasta una elevación de unos 900 m. |
| P. porrasi     | (Lamar & Sasa, 2003)     | 0            | | |
| P. ophryomegas | (Bocourt, 1869)          | 0            | Tamagás negro, Timbo, Cantil del sur, Toboba o Toboba Gata                                                                      | Centroamérica: en Guatemala, El Salvador, Honduras, Nicaragua y Costa Rica. |
| P. volcanicum  | Solorzano, 1995          | 0            | | Volcán de Buenos Aires y valle del General en la provincia de Puntarenas, Costa Rica. |
| P. yucatanicum | (Smith, 1941)            | 0            | Nauyaca-nariz de cerdo yucateca                                                                                                 | La mitad Norte de la Península de Yucatán en México. |

*) No incluye la subespecie nominal.

T) Especie tipo.
Un estudio genético molecular con 7 de las 9 especies confirmó la monofilia del género Porthidium, aunque se comprobó también el carácter parafilético de la especie P. nasutum.

## Comportamiento, alimentación y reproducción

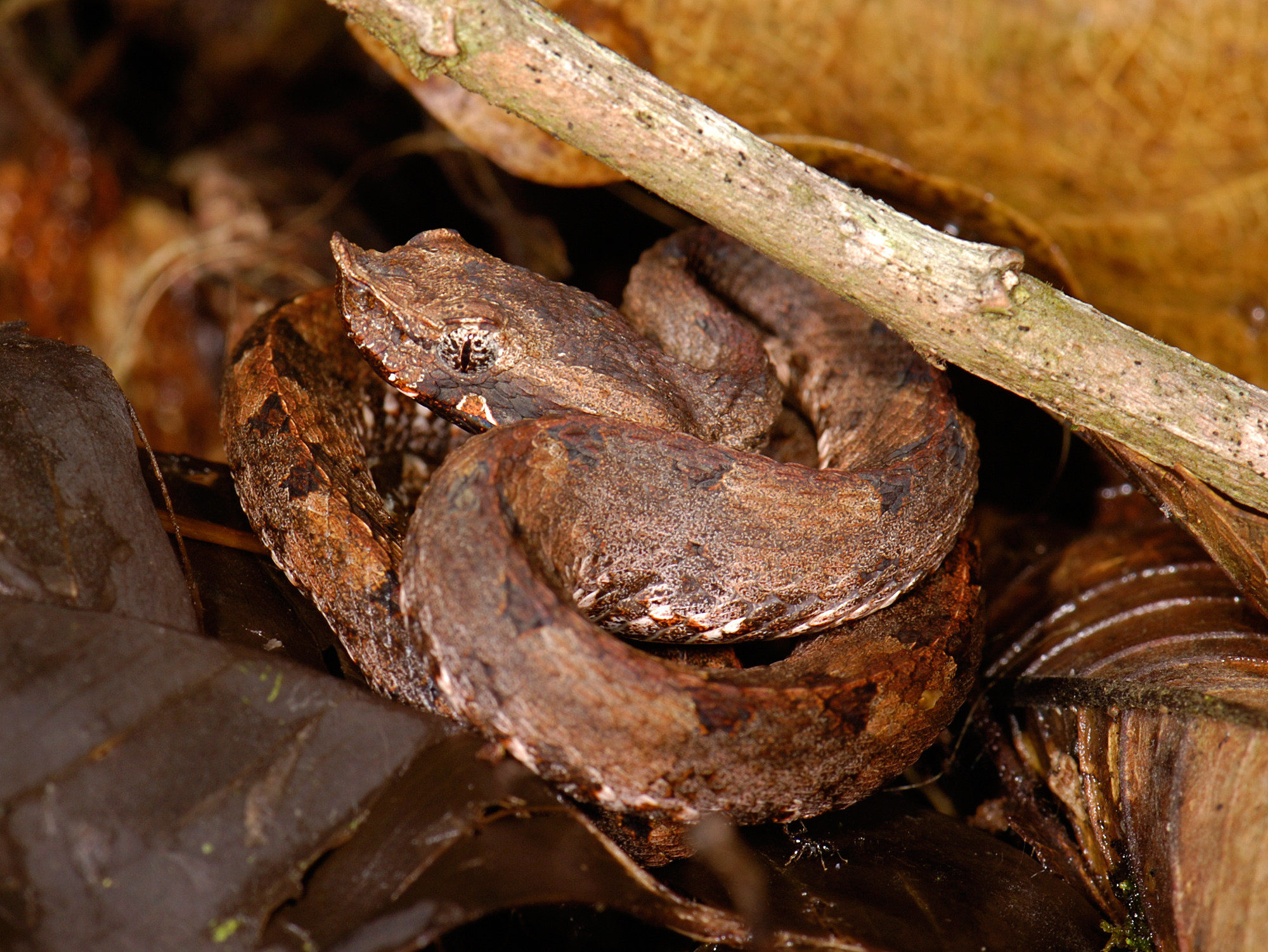
Porthidium nasutum.

Casi todas las especies del género son principalmente nocturnas y viven en el suelo. Su gama de alimentos incluye pequeños vertebrados e invertebrados. Las lagartijas forman su alimento principal y, en menor frecuencia, los anfibios, pequeños mamíferos y aves. Los mamíferos pequeños son únicamente presas para los ejemplares adultos de gran tamaño. 
Todas las especies son vivíparos y las crías suelen nacer en la época de lluvias. Una camada puede oscilar entre 3 y 36 crías.

## Veneno
Como muchas de las víboras, las especies que conforman el género Porthidium son venenosas. Sin embargo, los efectos tóxicos en humanos son considerados como débiles. Con relación a la especie P. nasutum existe información conflictiva sobre los efectos tóxicos de su veneno: algunos autores describen los efectos de una mordedura como muy débiles, pero otros autores afirman que causa severos dolores, necrosis y que pueden resultar en la muerte de la víctima.